# جون إنجي
جون إنجي (بالإنجليزية: John Inge)‏ هو سياسي بريطاني، ولد في 26 فبراير 1955 في المملكة المتحدة. انتخب Bishop of Huntingdon ‏ (9 أكتوبر 2003 – 2008) وانتخب Bishop of Worcester ‏ (2008 – ).